# Jugoslovenska vojska u otadžbini
Jugoslovenska vojska u otadžbini (JVuO) je bila grana jugoslavenske vojske koju su činile četničke jedinice pod zapovjedništvom Draže Mihailovića od siječnja 1942. do kolovoza 1944. godine.

## Nastanak
Nakon njemačkog napada na Kraljevinu Jugoslaviju i kratkotrajnog rata, Kraljevska jugoslavenska vojska je bila razbijena i poražena. Jugoslavenski pukovnik Draža Mihailović i grupa vojnika i časnika se povukli na Ravnu Goru u Srbiji te ondje 13. svibnja 1941. utemeljili Komandu četničkih odreda jugoslavenske vojske. Cilj organizacije je bio pripremiti narod na otpor okupatorima u trenutku kada se oni budu povlačili iz zemlje.
Mihailović je stupio na čelo četnika – velikosrpske organizacije organizirane u suradnji s državnim vlastima između dva svjetska rata u svrhu prevencije pobuna i pripreme za eventualna gerilska djelovanja u slučaju rata – te je ubrzo uspostavio vezu s kraljem Petrom II. Karađorđevićem i njegovom vladom u izbjeglištvu, koja se smjestila pod britanskom zaštitom u Londonu. Tim su putom četnici uspjeli osigurati britansku pomoć u oružju, opremi i novcu.
Nakon kratkotrajnog angažmana protiv Nijemaca, stupili su četnici otvoreno u službu talijanskih okupatora, koji ih u svojoj okupacijskoj zoni već od listopada 1941. godine opskrbljuju i plaćaju kao svoju Dobrovoljačku antikomunističku miliciju. U Srbiji postižu dogovor s Nijemcima, te se ubrzo i za četnike u NDH – naime u onom dijelu kojim nisu upravljale talijanske okupacijske vlasti, koje su se oslanjale na četnike, a zabranjivale pristup ustašama – osigurava status antikomunističkih boraca;  ali tek nakon što su četnici najprije počinili znatne zločine protiv nesrpskog pučanstva u BiH i Hrvatskoj (s kojima su zapravo nastavili i kasnije, pod izlikom borbe protiv komunista), te bili tijekom 1941. i u prvim mjesecima 1942. godine involvirani u znatne borbe protiv snaga NDH.
Makar se nisu borili protiv Talijana i Nijemaca, četnici su kao "kraljevska vojska" dobivali znatnu vojnu pomoć od Velike Britanije, koja je tek s rujnom 1943. godine odlučila započeti podupirati NOVJ, ali samo u jednakoj mjeri kao i JVuO. Nakon što su četnici u prosincu 1943. godine odbili izričite britanske zahtjeve da pokrenu akcije protiv Nijemaca, britanska vojna pomoć im prestaje pristizati. Naposljetku je u lipnju 1944. godine potpisan uz britansko posredovanje Sporazum Tito-Šubašić, kojim je i kraljevska izbjeglička vlada priznala legitimitet NOVJ.

## Sastav 1943.

### Postrojbe u Srbiji
| - Krajinski korpus - Mlavski korpus - Smederevski korpus - Avalski korpus - Rudnički korpus - 1. ravnogorski korpus - 1. šumadijski korpus - Gorska garda (Oplenački korpus) - Kosmajski korpus - Kolubarski korpus - Mačvanski korpus - Cerski korpus - Valjevski korpus - Požeški korpus - 2. ravnogorski korpus - Zlatiborski korpus - Javorski korpus | - Varvarinski korpus - 2. šumadijski korpus - Rasinski korpus - Jastrebački korpus - Toplički korpus - Čegarski korpus - 1. kosovski korpus - 2. kosovski korpus - Vlasinski korpus - Nišavski korpus - Deligradski korpus - Timočki korpus - Južnomoravski korpus - Ivankovački korpus - Vardarski korpus - Resavski korpus - Jablanički korpus |

### Postrojbe u Crnoj Gori i istočnoj Bosni
| - Limski korpus - Komski korpus - Durmitorski korpus - Nikšićki korpus - Ostroški korpus - Zetski korpus - Lovćenski korpus - Crmničko-primorski korpus - Boko Kotorski korpus - Dubrovački korpus | - Romanijski korpus - Drinski korpus - Nevesinjski korpus - Trebinski korpus - Zenički korpus - Bosansko-krajiški korpus - Srednjo-bosanski korpus - 2. srednjo-bosanski korpus |

## Kraljevo odricanje od kraljevske vojske u kolovozu i rujnu 1944. godine
Prema zahtjevu Winstona Churchilla, te nakon što je rumunjski kralj Mihael II. 23. kolovoza 1944. godine u Bukureštu pokrenuo puč protiv njemačkog kvislinga Iona Antonescua i objavio prekid ratnih djelovanja protiv Saveznika – što je omogućilo ulazak Crvene armije u tu zemlju i potom u Bugarsku, čija je do tada pronjemačka vlada (koja je sudjelovala u okupaciji Srbije i Makedonije) 26. kolovoza 1944. godine također proglasila neutralnost u ratu – kralj Petar II. Karađorđević je donio odluku o razrješenju Draže Mihailovića dužnosti Načelnika Štaba Vrhovne komande JVuO. Kraljev ukaz na terenu nije proveden, ali je delegitimirao vrh četničkog pokreta i utjecao na moral četnika i civilnog stanovništva sklonog dinastiji Karađorđević.
Dana 12. rujna 1944. godine – u vrijeme dok su postrojbe NOVJ prodirale iz Bosne u Srbiju, te dok se pripremao ulazak Crvene armije iz Rumunjske – Kralj Petar je putem Radio Londona uputio poziv "svim Srbima, Hrvatima i Slovencima" da "pristupe Narodnooslobodilačkoj vojsci pod maršalom Titom". Poziv je nastavljao riječima: "Svi oni, koji se oslanjaju na neprijatelja protiv interesa svog vlastitog naroda i njegove budućnosti, i koji se ne bi odazvali ovom pozivu, neće uspeti da se oslobode izdajničkog žiga, ni pred narodom ni pred istorijom. Ovom mojom porukom vama, odlučno osuđujem zloupotrebu imena kralja i autoriteta krune, kojom se pokušavalo opravdati saradnja sa neprijateljem i izazvati razdor među borbenim narodom u najtežim časovima njegove istorije, koristeći time samo neprijatelju." Znatan broj četnika je doista i pristupio partizanskim postrojbama, osobito onih u Srbiji. Drugi su se s Nijemcima povlačili prema zapadu, gdje su se neki uspjeli predati Britancima i Amerikancima.